# Nyhetsdagen
Nyhetsdagen är ett svenskt nyhetsprogram som hade premiär 7 januari 2025 på TV4. Programmet sänds på vardagar från klockan 12 då det tar över från Nyhetsmorgon och sänds sedan till klockan 17 då det lämnar över till Efter fem. Programmet har en liknande upplägg som Nyhetsmorgon och kombinerar nyheter med intervjuer med aktuella personer.
Programledare för programmet är Jenny Strömstedt, Matilda Boza, Soraya Lavasani, Jenny Alversjö och Thomas Ritter.